# Nappersdorf-Kammersdorf
Nappersdorf-Kammersdorf osztrák mezőváros Alsó-Ausztria Hollabrunni járásában. 2022 januárjában 1185 lakosa volt. 

## Elhelyezkedése

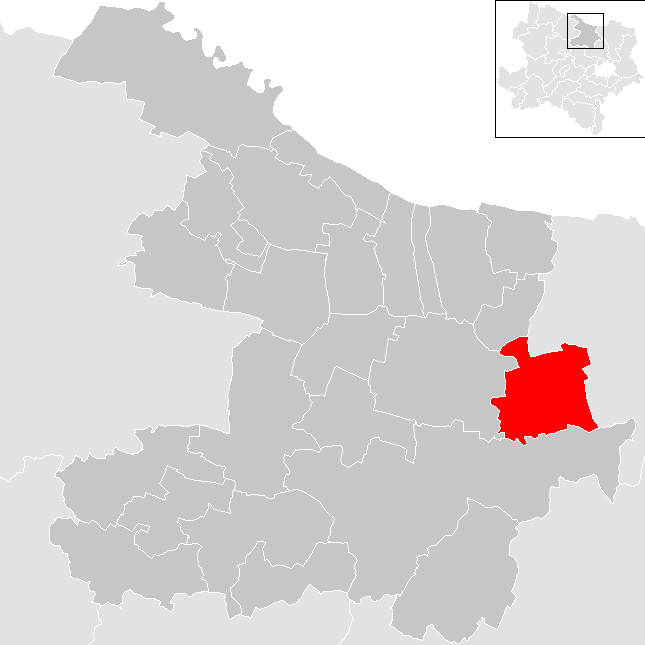
Nappersdorf-Kammersdorf a Hollabrunni járásban

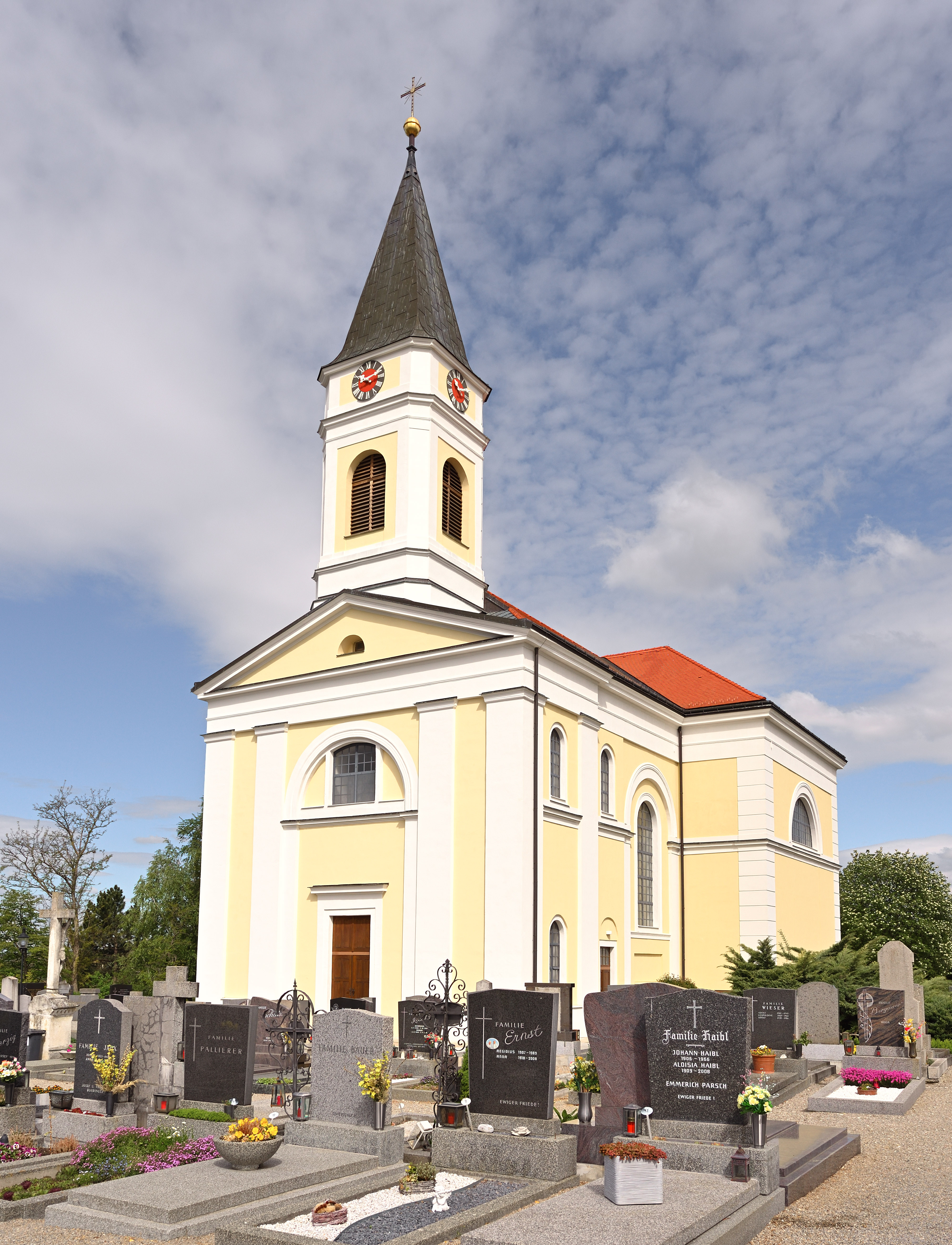
A Szt. Bertalan-plébániatemplom

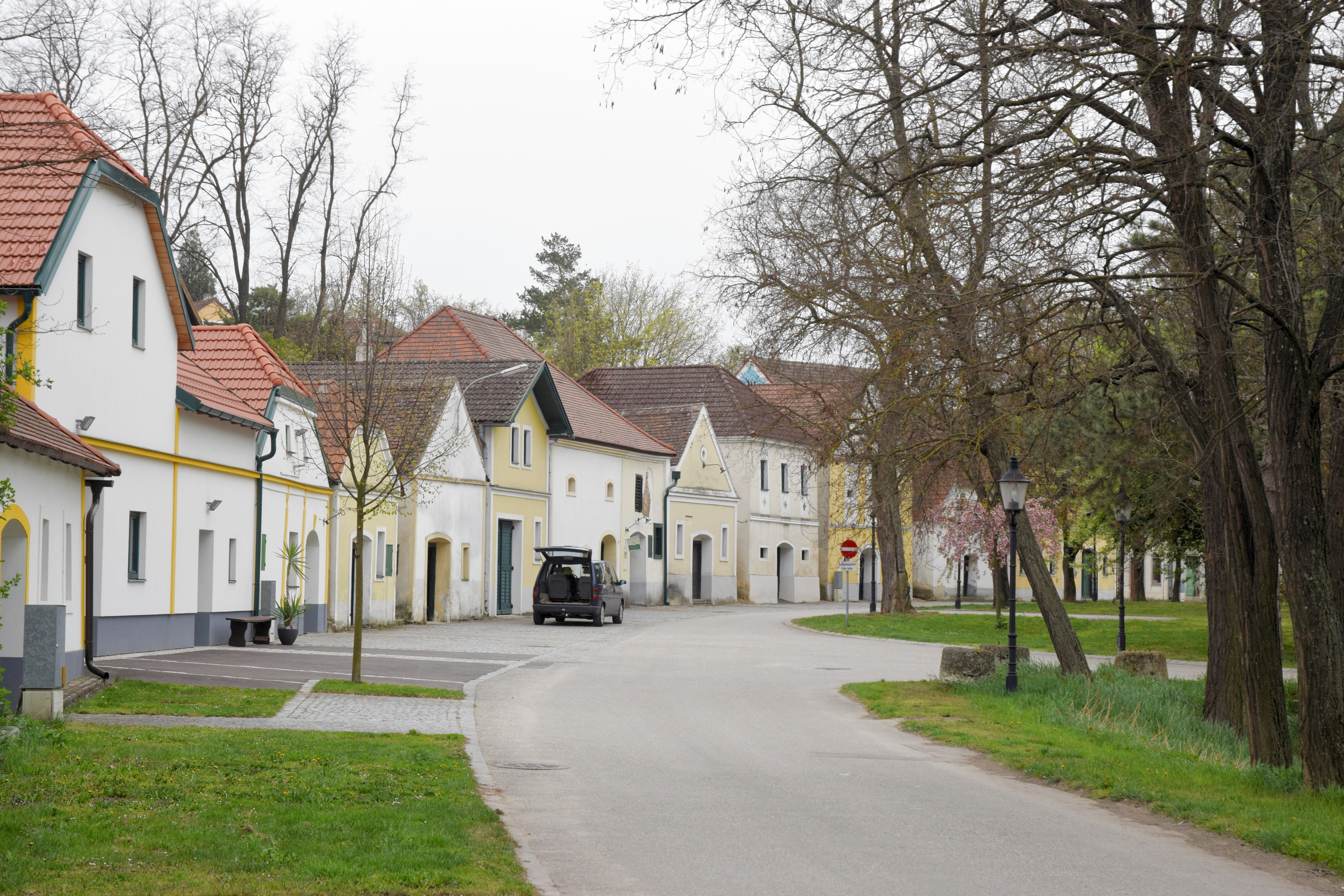
Nappersdorfi pincesor

Nappersdorf-Kammersdorf a tartomány Weinviertel régiójában fekszik a cseh határ közelében. Legfontosabb folyóvizei a Haslacher Graben, a Ptzenthaler Graben és a Giessbach. Területének 7,6%-a erdő, 2,7% szőlő, 82,6% áll egyéb mezőgazdasági művelés alatt. Az önkormányzat 6 települést egyesít: Dürnleis (172 lakos 2022-ben), Haslach (136), Kammersdorf (295), Kleinsierndorf (46), Kleinweikersdorf (181) és Nappersdorf (355).
A környező önkormányzatok: délre Hollabrunn, nyugatra Wullersdorf, északnyugatra Mailberg, északra Großharras, keletre Stronsdorf.

## Története
Kammersdorfot 1252-ben említik először Camerstorff formában. Neve a szláv Kom személynévből ered. A középkorban fontos útkereszteződés mellett feküdt, amelyet egy vár ellenőrzött; a vár mára nyomtalanul elpusztult. 
A mai önkormányzat 1971-ben jött létre Kammersdorf és Nappersdorf községek egyesülésével. 1977-ben mezővárosi rangra emelték. 

## Lakosság
A nappersdorf-kammersdorfi önkormányzat területén 2022 januárjában 1185 fő élt. A lakosságszám 1890-ben érte el a csúcspontját 2382 fővel, azóta hosszas csökkenés után az utóbbi évtizedekben stabilizálódott. 2020-ban az ittlakók 94,2%-a volt osztrák állampolgár; a külföldiek közül 0,9% a régi (2004 előtti), 1,7% az új EU-tagállamokból érkezett. 2,3% az egykori Jugoszlávia (Szlovénia és Horvátország nélkül) vagy Törökország, 0,9% egyéb országok polgára volt. 2001-ben a lakosok 91,8%-a római katolikusnak, 1,1% evangélikusnak, 1,7% mohamedánnak, 4% pedig felekezeten kívülinek vallotta magát. Ugyanekkor a legnagyobb nemzetiségi csoportot a németek (97,7%) mellett a bosnyákok alkották 0,8%-kal.
A népesség változása:

| 2016 | 1 242 |
| 2018 | 1 233 |

## Látnivalók
- a nappersdorfi Szt. István-plébániatemplom
- a kammersdorfi Szt. Bertalan-plébániatemplom

## Fordítás
- Ez a szócikk részben vagy egészben  a   Nappersdorf-Kammersdorf című német Wikipédia-szócikk ezen változatának fordításán alapul.  Az eredeti cikk szerkesztőit annak laptörténete sorolja fel. Ez a jelzés csupán a megfogalmazás eredetét és a szerzői jogokat jelzi, nem szolgál a cikkben szereplő információk forrásmegjelöléseként.